# Черепанов, Владимир Дмитриевич
Влади́мир Дми́триевич Черепанов (5 февраля 1914, Пермская губерния — октябрь 1943, Украина) — стрелок-автоматчик 69-й механизированной бригады, красноармеец. Герой Советского Союза.

## Биография
Родился 5 февраля 1914 года в посёлке Маевка, в современной черте города Березники Пермского края. Окончил четыре класса и школу бригадного ученичества на станции Усольская. С 1930 года начал работать слесарем, затем бригадиром по ремонту вагонов подвижного состава.
В марте 1942 года призван в Красную Армию. С этого же времени в действующей армии. Воевал в составе 69-й механизированной бригады рядовым стрелком-автоматчиком. За стойкость и мужество, проявленные в боях, награждён медалью «За отвагу». Особо отличился в боях при форсировании Днепра и удержании плацдарма на правом берегу.
В ночь на 22 сентября 1943 года в числе первых в батальоне красноармеец Черепанов переправился через реку Днепр в районе села Зарубинцы. Удар советских войск был стремительным. Красноармеец Черепанов огнём из автомата и гранатами уничтожил три огневые точки врага. В бою за село Зарубинцы Черепанов первым поднялся в атаку, увлёк за собой всех товарищей. В уличных схватках он уничтожил 15 немецких солдат и офицеров.
Впереди всех был автоматчик Черепанов и в боях за освобождение сел Луковицы и Григоровка. Здесь им было уничтожено 11 солдат и офицеров. В одном из следующих боев Черепанов погиб. Долго считался пропавшим без вести. Похоронен в братской могиле в селе Григоровка Каневского района Черкасской области Украины.
Указом Президиума Верховного Совета СССР от 17 ноября 1943 года за образцовое выполнение заданий командования и проявленные мужество и героизм при форсировании Днепра красноармейцу Черепанову Владимиру Дмитриевичу присвоено звание Героя Советского Союза.
Награждён орденом Ленина, медалью «За отвагу».
В городе Березники в честь Героя названы улица и школа-интернат. В 1979 году на железнодорожной станции и на доме по улице Черепанова открыты мемориальные доски.